# Симон (архиепископ Вологодский)
Архиепископ Симон (ум. 29 апреля 1685, Вологда) — епископ Русской православной церкви, архиепископ Вологодский и Белозерский. Переписчик богослужебных книг, владелец обширной для того времени келейной библиотеки (около восьмидесяти рукописных книг и печатных изданий).

## Биография
С 1660 года — игумен Александро-Свирского монастыря.
23 октября 1664 года хиротонисан во епископа Вологодского и Белозерского с возведением в сан архиепископа.
Когда патриарх Никон, сверх ожидания, 18 декабря 1664 года прибыл в Московский Успенский собор из Воскресенского, именуемого Новый Иерусалим, монастыря, то составленный по этому случаю в Москве собор святителей, не вызывая архиепископа Симона в Москву, грамотою от 9 января 1665 года. спрашивал его о том, чего, по его мнению, достоин поступок Ростовского архиерея Ионы, принявшего тогда у Никона благословение. Вследствие данного Симоном ответа Иона был отставлен от блюстительства патриархии и выслан из Москвы в свою Ростовскую епархию.
В 1666 году Симон присутствовал на соборе святителей о раскольниках, а в декабре того же года на соборе, осудившем Никона, который адресовал архиепископу Симону гневное письмо.
В 1671 и 1672 годах в Вологодском крае, вследствие неурожая, был сильный голод, который истребил много народа. Симон велел тогда открыть житницы архиерейского дома и домовых сел для продажи хлеба бедным жителям, городским и уездным, по ценам низшим сравнительно с торговыми, и ходатайствовал пред царём за тех из жителей края, которые не в состоянии были в то время платить земские повинности. Постигшее народ бедствие от голода архиепископ изобразил яркими чертами в своих письмах к митрополиту Сарскому Павлу и Рязанскому митрополиту Иллариону.
В июне 1674 году Симон находился в Москве при поставлении патриарха всей России Иоакима, а в 1675 году присутствовал на московском соборе о преимуществах церковных облачений.
В течение девяти лет, с 1667—1675 годов, при нём построены: двухэтажный корпус архиерейского дома, каменные стены вокруг архиерейского дома и богадельня. При архиепископе Симоне, данною на имя его патриархом Иоакимом грамотою от 17 декабря 1676 года, отчислен от Вологодской епархии в Ростовский Пошехонский уезд, который был причислен вместе с Белоозером и Чарондскою округою к Вологодской епархии в 1658 году взамен взятых от неё в новооткрытую Вятскую епархию Великой Перми, Чердыни и Соликамска.
16 июля 1676 года Симон находился при короновании царя Феодора Алексеевича, а в марте 1678 года на соборе, установившем обряд Ваий в Вербную неделю.
В 1680 и 1681 годах перевёл иноков из Глушицкого монастыря в Сосновецкий.
2 апреля 1682 года участвовал в хиротонии святителя Митрофана, епископа Воронежского.
В том же году был на соборе, где подписал грамоту об уничтожении местничества.
Скончался 29 апреля 1685 году и погребён в Вологодском Спасо-Троицком монастыре, который особенно любил и куда часто ходил пешком из города.